# Umění zapadnout
Umění zapadnout (v anglickém originále The Art of Getting By) je americký romantický komediálně-dramatický film z roku 2011, autorský počin scenáristy i režiséra Gavina Wiesena. Do amerických kin byl uveden 17. června 2011 distribuční společností Fox Searchlight. Na festivalu Sundance byl už předtím uveden pod alternativním názvem Homework (v překladu „domácí úkol“). Freddie Highmore, známý z dětských rolí v Karlíkovi a továrně na čokoládu nebo Arthurovi a Minimojích, tentokrát hraje newyorského středoškoláka George, který moc nezapadá a nevidí ani mnoho důvodů k optimismu, dokud se nesblíží se spolužačkou Sally. 
V českém znění film uvedla na televizní obrazovky od února 2013 kabelová stanice HBO. George namluvil Petr Neskusil a Sally Ivana Korolová.

## Děj
George Zinavoy (Freddie Highmore) je student posledního ročníku Morganovy střední školy, poněkud uzavřený puberťák s nihilistickými myšlenkami, který zrovna neoplývá uměním zapadnout. Neplní domácí úkoly, kouří na školních pozemcích, chodí za školu, nemá kamarády… dokud se nespřátelí s krásnou a komplikovanou spolužačkou Sally (Emma Robertsová). Zatímco se Georgova matka úpěnlivě snaží udržet chod domácnosti s pracovně neúspěšným manželem a Georgovým otčímem Jackem, Sallyina matka si užívá bohémského života svobodné matky. George zasvětí Sally do tajů záškoláctví a oba v sobě nachází spřízněnou duši.
Když George dostane za úkol postarat se o návštěvu dřívějšího absolventa školy a výtvarného umělce Dustina, najde v něm svého malířského mentora. Seznámí ho i se Sally. On sám kreslí a spolužák Will ho přesvědčí, aby nakreslil motiv pro pozvánku na jeho party. Všichni jdou do klubu, ale George se tam moc nebaví a když po Sally vyjede playboy Nick, on zůstává v alkoholovém osamění. Sally ho pak najde před klubem, vezme ho k sobě domů a s matkou se o něj postarají. George k ní nachází čím dál větší romantické zalíbení, Sally však chápe jejich vztah jen jako přátelské spříznění a jemu to zlomí srdce. Propadá zármutku, začne se jí vyhýbat a zhoršují se jeho školní výsledky i rodinná atmosféra.
Sally se v době odloučení dá dohromady s malířem Dustinem. Georgovi hrozí těsně před maturitou vyloučení a od ředitele dostane ultimátum. Domácí hádka s otčímem pak vyústí ve rvačku a George odchází. Až jeho katarzní rozhovor s matkou, která se rozhodne rozvést a přestěhovat, ho přivede k rozumu a odhodlání napravit na poslední chvíli svou situaci ve škole. Vzepře všechny síly, aby dohnal domácí úkoly a splnil ředitelovy požadavky. Nakonec přece jen úspěšně odmaturuje a dokonce i Sally, která se chystala odletět s Dustinem do Evropy, s ním před odletem stráví noc a nakonec i zůstane. Dá přednost své spřízněné duši – Georgovi.

## Postavy a obsazení
| Freddie Highmore     | George Zinavoy                                     |
| Emma Robertsová      | Sally Howeová                                      |
| Michael Angarano     | Dustin, malíř, absolvent školy                     |
| Elizabeth Reaserová  | Charlotte Howeová, Sallyina matka                  |
| Sam Robards          | Jack Sargent, Georgův otčím                        |
| Jarlath Conroy       | Harris McElroy, učitel výtvarného umění            |
| Ann Dowdová          | paní Grimesová, učitelka matematiky                |
| Marcus Carl Franklin | Will Sharpe, spolužák                              |
| Sasha Spielbergová   | Zoe Rubinsteinová, spolužačka a Sallyina kamarádka |
| Rita Wilsonová       | Vivian Sargentová, Georgova matka                  |
| Blair Underwood      | ředitel Martinson                                  |